# Ineffabilis Deus
Ineffabilis Deus (букв. «Боже неописуемый»; 8 декабря 1854) — название буллы Римского папы Пия IX, провозгласившей догмат о непорочном зачатии Пресвятой Девы Марии. За 146 лет до этого, в 1708 году папа Климент XI сделал праздник Непорочного Зачатия Девы Марии официальным для Вселенской Церкви.

## Содержание
...Мы заявляем, провозглашаем и определяем, что учение, которое придерживается того, что Блаженная Дева Мария была с самого первого момента Своего Зачатия, особой благодатью и расположением Всемогущего Бога, ввиду заслуг Иисуса Христа, Спасителя рода человеческого, сохранена не запятнанной никаким пятном первородного греха, является учением, явленным в Откровении Богом, и потому в него должно твердо и постоянно верить всем верным.
Эта «сияющая и совершенно уникальная святость», которой Она «одарена с первого мига Своего зачатия», целиком дана ей Христом: Она «искуплена возвышеннейшим образом в предвидении заслуг Её Сына». Более чем какое бы то ни было сотворенное существо, Отец благословил Её «во Христе всяким духовным благословением в небесах» (Еф 1, 3). Он избрал Её «прежде создания мира, чтобы была Она свята и непорочна пред Ним в любви».
В момент чтения буллы в соборе Святого Петра на Пия IX упал луч света, что показалось удивительным, учитывая что это было зимним утром, когда ни из одного окна Ватиканской базилики луч света обычно не достигал апсиды, где находился Папа. Окружающие восприняли это как «небесное подтверждение» сказанного.